# Exônimo

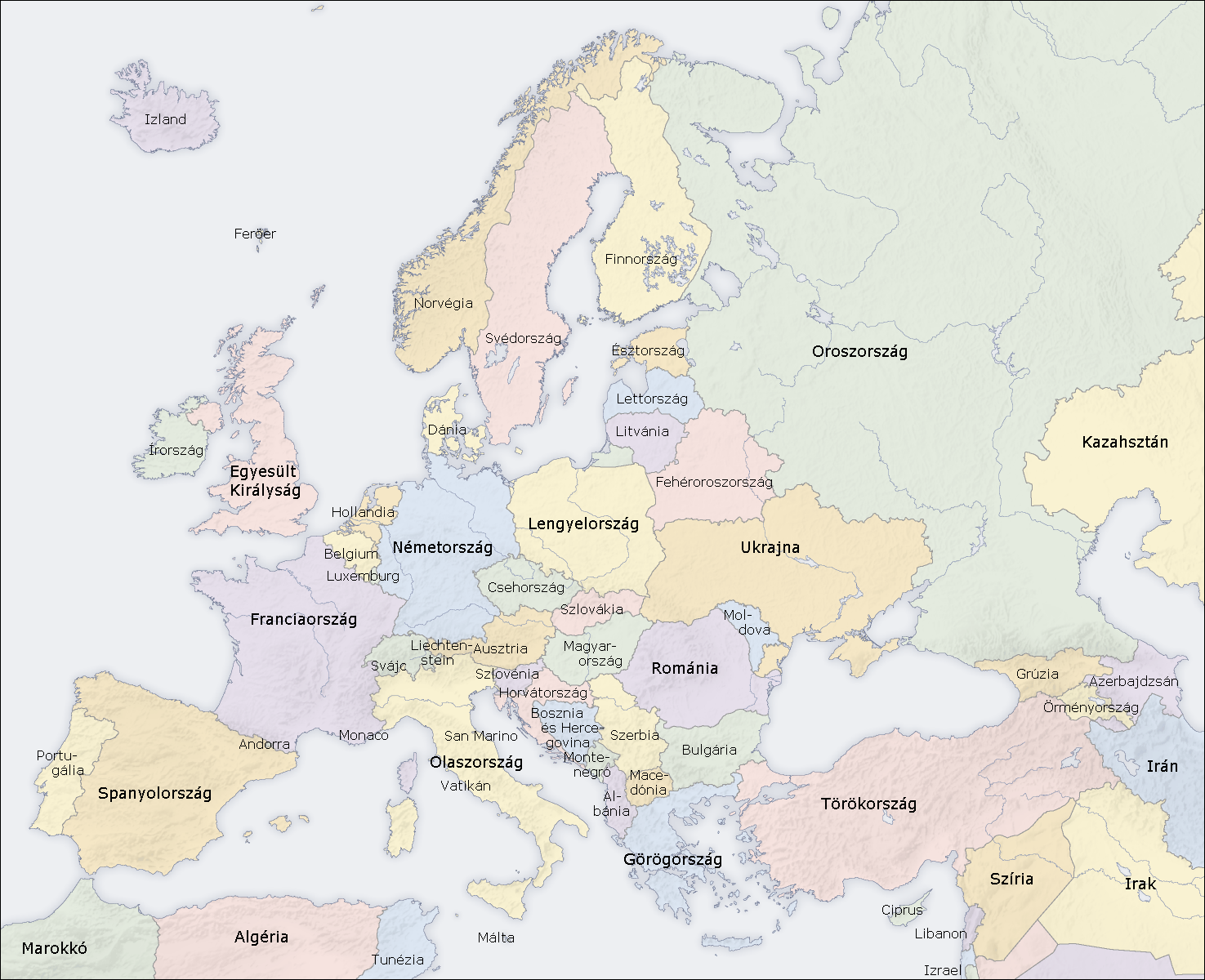
Exemplos de exônimos: nomes dos países da Europa em húngaro.

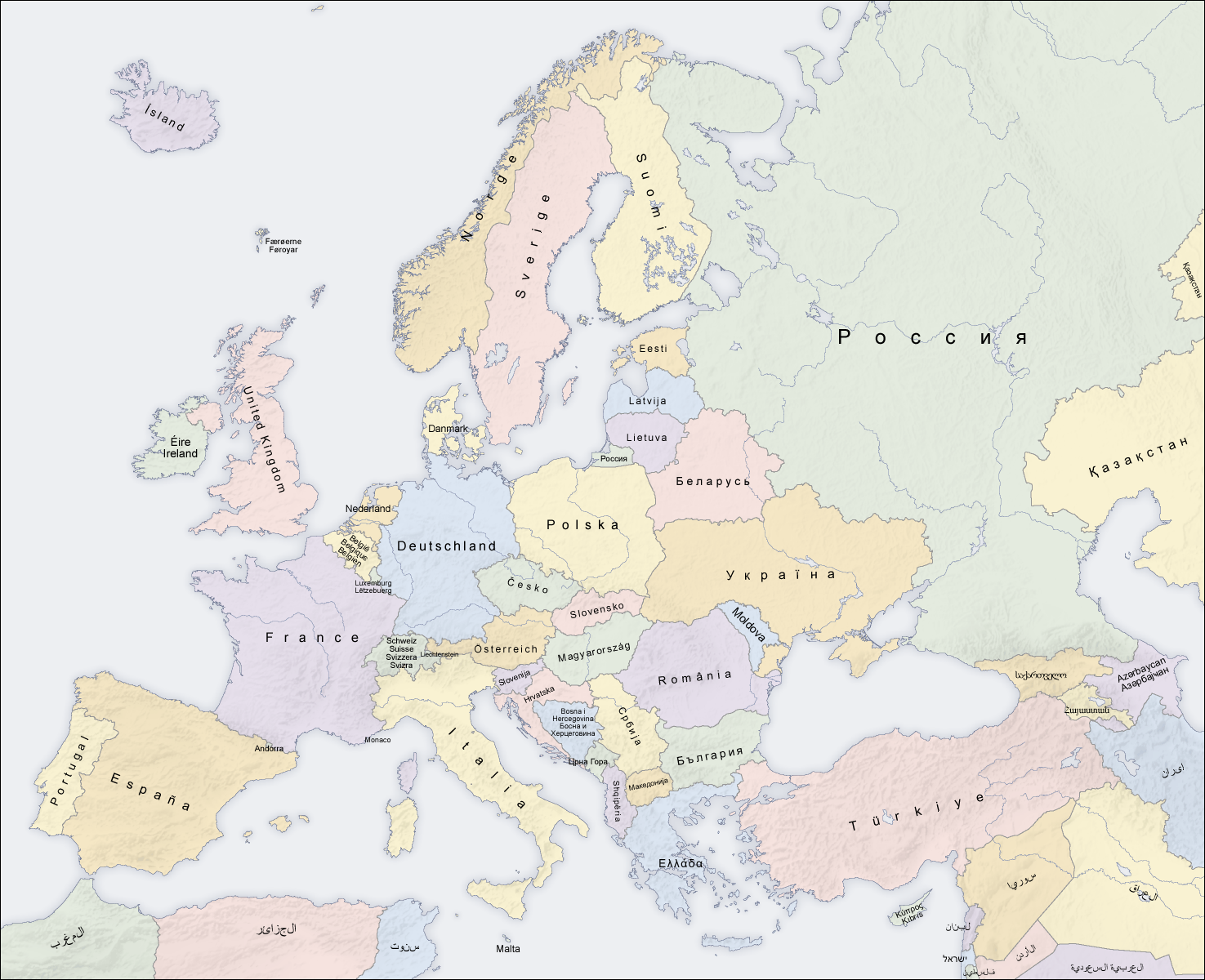
Exemplos de endônimos: nomes dos países da Europa no idioma nacional de cada um.

Um exônimo (português brasileiro) ou exónimo (português europeu) (do grego ἔξω (éxō) 'externo' + ὄνυμα (ónyma) 'nome') é um nome pelo qual um nome próprio é conhecido em outra língua que não aquela(s) falada(s) nativamente. Em outras palavras, exônimos são nomes estrangeiros para nomes próprios, especialmente para topônimos, ou seja, nomes de lugares ou feições geográficas. Por exemplo, os nomes Londres, Moscou/Moscovo e Pequim são exônimos em português respectivamente para as cidades de London, Москва (Moskva) e 北京 (Běijīng), cujos originais estão em inglês, russo e chinês. Ainda mais especificamente, Москва pode ter as formas exonímicas "Moscou" em português brasileiro e "Moscovo" em português europeu.
O oposto de exônimo é o endônimo, ou nome nativo (ou "autóctone").
Há basicamente os seguintes tipos (ou subcategorias) de exônimos: 
- os exotopônimos - traduções e adaptações de nomes de lugares
- os exantropônimos - traduções e adaptações de nomes de pessoas
- os (exo)etnônimos - traduções e adaptações de nomes de povos e nacionalidades
- os heteroglotônimos - traduções e adaptações de nomes de idiomas e dialetos

## História e tendências
Exônimos eram a forma principal pela qual os nomes de países, cidades e regiões eram conhecidos pelos outros povos até o século XX. As pessoas se acostumavam a ouvir nomes de lugares distantes e adaptá-los para facilitar a pronúncia em suas próprias línguas. Assim, os exônimos seguem a lógica da língua do observador . Na maioria dos casos, os exônimos foram simples adaptações fonéticas e ortográficas, seguindo padrões de nomenclatura que "faziam mais sentido" em cada língua. Por exemplo, a cidade italiana Firenze é chamada de Florença em português, Florence em inglês e Florencia em espanhol, cada forma coerente com a lógica de seu idioma. Ocorre o mesmo com o nome "Jerusalém", forma adaptada para o português a partir do original hebraico/aramaico Yeroushalaim. Neste caso, diz-se que são exônimos cognatos.
Em outros casos, porém, exônimos são não-cognatos – ou seja, são criações inteiramente novas e diferentes do idioma nativo do local batizado, como o nome Albânia para o país que em albanês é chamado de Shqipëria ("terra das águias"). Inclusive, um mesmo lugar pode ter versões não-cognatas (ou seja, que derivam de raízes etimológicas diferentes) até em línguas próximas. Por exemplo: os nomes Alemanha (português), Alemania (espanhol), Yr Almaen (galês), Almanya (turco) e Allemagne (francês) são aparentados, enquanto Germany (inglês), Guermaniya (russo, búlgaro) e Germania (italiano) pertencem a outro grupo, que por sua vez contrasta com Nemačka (sérvio), Nemecko (eslovaco) e Németország (húngaro) e ainda Tyskland (dinamarquês, sueco) e Duitsland (neerlandês), estes cognatos do endônimo alemão Deutschland. Embora pertencentes a quatro grupos inteiramente distintos, são todos exônimos para designar o mesmo país.
A aparição de exônimos era tanto maior quanto mais variado fosse o número de povos entrando em contato e trocando informações, em particular desde a Antiguidade. Já locais de colonização mais recente (principalmente ocidental) receberam nomes oficializados e padronizados em documentações institucionais e divulgadas mundialmente sob os auspícios dos Estados e dos poderes constituídos. Por esse motivo, cidades na Europa, na Ásia e no norte da África tendem a ter mais exônimos que as aglomerações urbanas das Américas, do sul da África e da Oceania.
Antes da Idade Contemporânea, a criação de exônimos era incentivada pela falta da escrita (populações majoritariamente analfabetas), pela comunicação oral que muitas vezes mal-interpretava a pronúncia nativa, pela referência a mapas antigos e pouco precisos e pelo contato internacional mediado por relativamente poucos (em comparação com a sociedade inteira) mercadores, diplomatas e cartógrafos. O desenvolvimento das tecnologias de comunicação nas últimas décadas criou uma situação sem precedentes em que os cidadãos comuns de vários países se comunicam em larga escala uns com os outros. Isto tem facilitado o aprendizado de endônimos por populações às vezes muito distantes geográfica e culturalmente.
A disseminação da internet também permitiu o acesso direto a fontes originais, com as formas autóctones de grafia e pronúncia dos nomes próprios. A mídia, principalmente, tem tido um papel de destaque na solapação de exônimos, ao disseminar nomes "nativos" em lugar de formas preexistentes na língua corrente. Vários jornalistas e personalidades de mídia — por ignorância, pressa ou desleixo —, utilizam nomes estrangeiros em vez de formas consagradas (inclusive na língua portuguesa) ao longo de séculos por cartógrafos, historiadores, geógrafos e diplomatas, e registradas em atlas, enciclopédias e livros especializados. O uso de exônimos, portanto, é um problema negligenciado pelo jornalismo internacional.
Atualmente, alguns críticos consideram o uso de exônimos como forma de etnocentrismo e defendem que cada local seja conhecido por seu próprio nome autóctone, inclusive ignorando formas plenamente usadas em outros idiomas. Há, no entanto, diferentes níveis nesta posição, das mais radicais (que propõem usar Deutschland para Alemanha, por exemplo) às mais moderadas (que defendem "exceções consagradas", ainda que o critério de consagração seja vagamente definido).
Em contraposição, outros críticos aduzem que a recomendação da ONU de utilizar formas originais (ver abaixo) é uma mera declaração de intenções sem consequências práticas, pois a adaptação de nomes é um fenômeno perfeitamente normal em quase todas as línguas e que não pode ser suprimido por decreto. Lexicógrafos, inclusive as academias de letras, costumam se opor a esta nova tendência de ignorar as adaptações (que deve ser adotada em círculos profissionais, como bibliotecários e arquivistas, ou políticos) e continuam considerando obrigatório o uso dos exônimos, tanto tradicionais quanto recém-criados, pelo menos nos âmbitos não-oficiais. O lexicógrafo galego José Martínez de Sousa justifica este critério da seguinte forma:
"Em escritos não-profissionais, na literatura e no jornalismo, os exônimos são de uso obrigatório, já que as formas originais são desconhecidas e carecem de enraizamento com a cultura popular e a fonética de cada língua. Caso contrário, teria que ser utilizada, como de fato fazem os profissionais mencionados (bibliotecários e arquivistas) uma série de sinais fonéticos ou combinações de letras (especialmente nas transcrições) que o grosso do público desconhece e só servem para desorientar."

## Exônimos em português

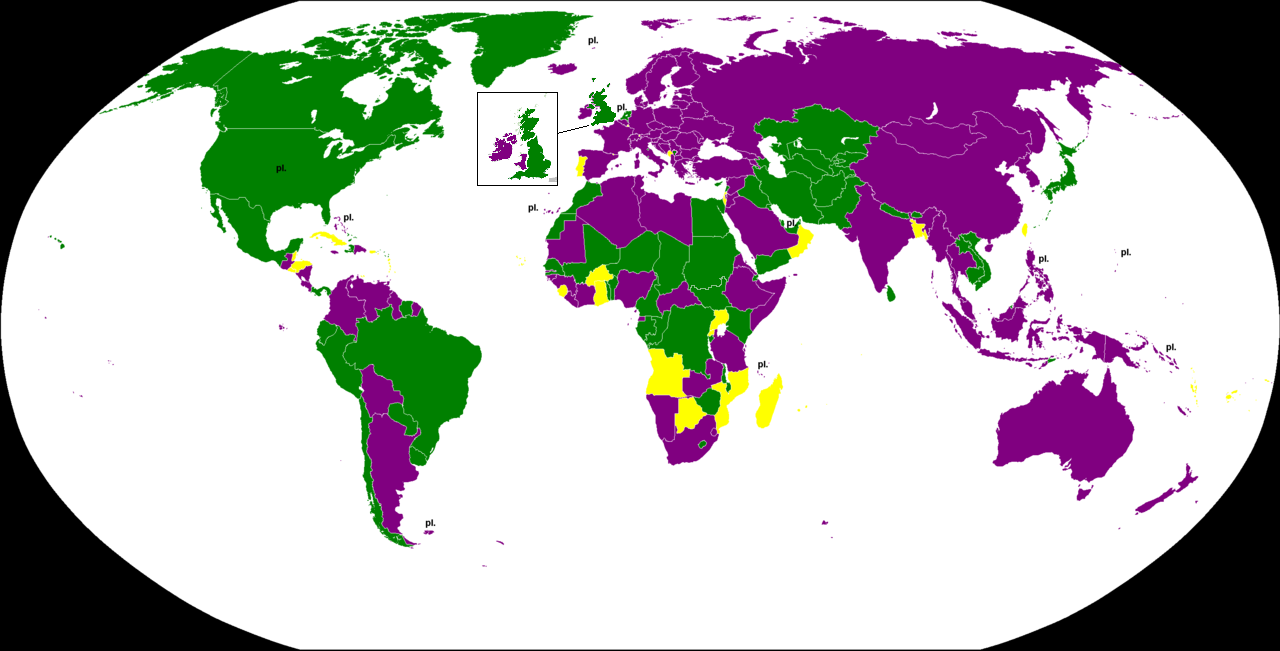
Gêneros de nomes de países em língua portuguesa.
Nomes masculinos
Nomes femininos
Nomes neutros
Nomes no plural

A língua portuguesa teve uma rápida expansão no número de exônimos a partir das Grandes Navegações, quando os mercadores e colonizadores registravam os topônimos das "novas terras" adaptados à pronúncia e ortografia portuguesas. Vários exônimos europeus para cidades e países da Ásia, como Formosa e Japão, derivam dos nomes que os portugueses davam a estes locais (neste caso, Cipango; o original é Nihon). O português europeu e africano é de certa forma mais conservador que a variante brasileira e, por isso, utiliza exônimos mais extensivamente. Vários nomes para cidades europeias — como Estugarda e Utreque — são comuns em Portugal e nos PALOP mas caíram em desuso no Brasil.
Os portugueses também criaram novos nomes para as áreas que colonizaram na América, na África e na Ásia (Índia, China e Indonésia). Do ponto de vista histórico, o nome Brasil era originalmente um exônimo, já que povos do tronco tupi chamavam o território de Pindorama. Ao longo do tempo, com a colonização e a criação de uma população nativa que falava português (principalmente de meados do século XVIII em diante), o nome se consolidou como endônimo. O mesmo pode-se dizer do nome Rio de Janeiro para o lugar que os índios chamavam de Guanabara, se for considerada a formação geográfica já existente (o que não existiam era a cidade e o ente político-administrativo).
Os exônimos em português costumam seguir algumas normas e particularidades:
1. Acentuação gráfica sempre que necessária.
2. Utilização da ortografia corrente, com os acentos, diacríticos e dígrafos presentes no alfabeto português, mas sem as letras e sinais não portugueses, como K, W, Y, Ñ, PH e SH.
3. Tradução de prefixos ou termos de situação relativa (Alto, Baixo, Novo, Velho, Grande, Pequeno, Maior, Menor): Antilhas Menores; New York → Nova York ou Nova Iorque; New Orleans → Nova Orleães; Niedersachsen → Baixa Saxônia; Great Britain → Grã-Bretanha; Prednistrovie → Transnístria
  1. Acréscimo (por sufixação) de vogais e acentuações em terminações indicativas de cidade, região ou país: Seeland → Zelândia; Ijsland → Islândia; mas Cf. Éire/Ireland → Irlanda; Nederland → Neerlândia; Annapolis → Anápolis; Minneapolis → Mineápolis; Edinburgh → Edimburgo; Strasbourg → Estrasburgo; Hamburg → Hamburgo; Beograd → Belgrado; Leningrad → Leningrado; Titograd → Titogrado; Poland → Polónia
4. Eliminação de artigos (em contraste com árabe, espanhol, italiano e outras línguas): Al-Kuwait → Kuwait; La Habana → Havana; A Coruña → Corunha (OBS.: casos como El Salvador, Los Angeles, Las Palmas não são exônimos, mas endônimos, o nome original)
5. Acréscimo de vogais para evitar consoantes "mudas": Iraq → Iraque; Al-Beyrut → Beirute; Bangkok → Banguecoque, New York → Nova Iorque (ver acima)
6. Substituição das terminações -an e -am por -ã ou -ão: Pakistan → Paquistão; Iran → Irã ou Irão; Amsterdam → Amsterdã ou Amsterdão
7. Substituição das terminações -in e -en por -im ou -ém: Berlin → Berlim; Benin → Benim; Dublin → Dublim; Yemen → Iêmen

A esse respeito, o Formulário Ortográfico da Língua Portuguesa de 1943 (em vigor oficial no Brasil) prescreve que:
"39. Os nomes próprios personativos, locativos e de qualquer natureza, sendo portugueses ou aportuguesados, serão sujeitos às mesmas regras estabelecidas para os nomes comuns. (…) 41. Os topônimos de origem estrangeira devem ser usados com as formas vernáculas de uso vulgar; e quando não têm formas vernáculas, transcrevem-se consoante as normas estatuídas pela Conferência de Geografia de 1926 que não contrariarem os princípios estabelecidos nestas Instruções".

## Exônimos e o latim

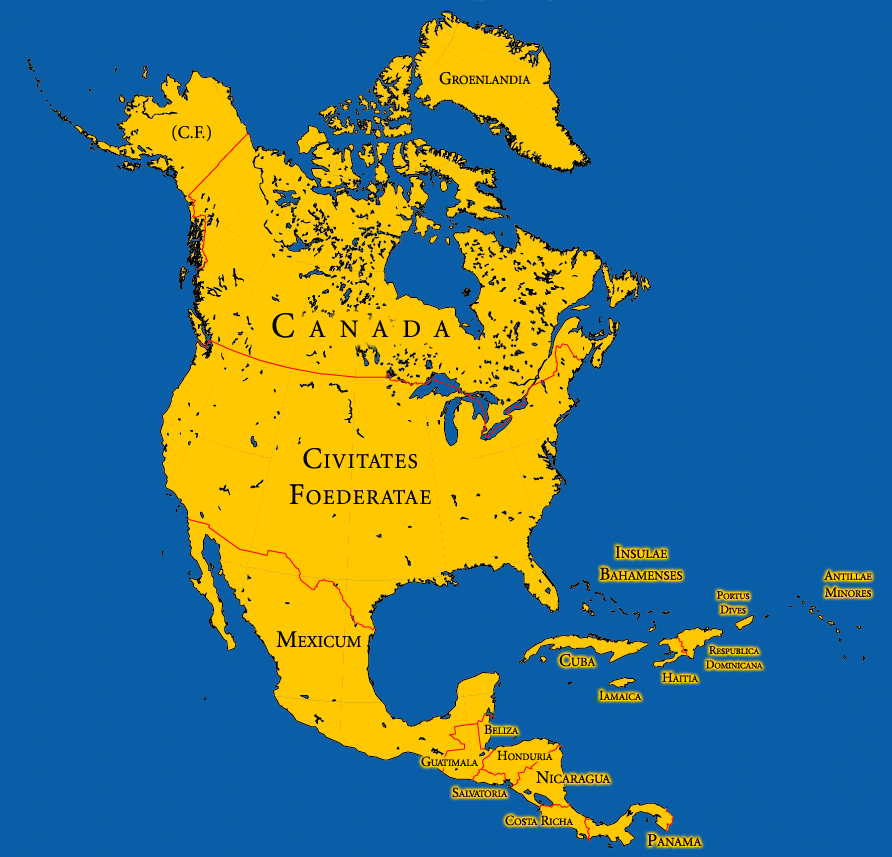
América do Norte atual com os nomes em latim.

O latim é um dos idiomas que mais possui exônimos para nomes de lugares do mundo. O costume começou na expansão do Império Romano, que batizava ou rebatizava locais (cidades, regiões, reinos, povos) de acordo com sua própria lógica linguística (notavelmente, com a terminação -ia).
A Igreja Católica manteve e ampliou o hábito, criando nomes em latim para "novas cidades" (na Idade Moderna e mesmo atualmente) com os quais batiza suas dioceses. Todos os países do mundo têm um nome em latim, e praticamente toda cidade no mundo onde há uma sé católica também tem exônimo em latim. Os nomes de lugares em latim deram origem a vários exônimos em português, principalmente para países europeus e ex-províncias romanas, como Graecia (contra o original Ελλαδα ou Élladha), Croatia (contra Hrvatska), Hungaria (contra Magyarország) e Suecia (ou Svecia, contra Sverige). Até hoje, muitas vezes são usados para compor os gentílicos (adjetivos de naturalidade), como no caso de fluminense (do latim flumens, rio) para os nascidos no Estado do Rio de Janeiro (Brasil).
Os exônimos em latim também mantêm uma particularidade que é a regularidade de traduzir os nomes de acordo com o significado etimológico, independentemente do idioma local. Isto faz com que um mesmo nome em latim seja repetido e compartilhado por várias cidades. Por exemplo, as cidades de Belgrado, Tabatinga, Belgorod, Blancheville, Akşehir e Whiteville são todas chamadas de Civitate Alba, pois seus nomes significam "cidade (ou vila) branca". E tanto a cidade de Munique, na Alemanha, quanto o Principado de Mônaco são chamados de Monaco em latim.

## Exônimos e o inglês
Graças em grande parte à internet e ao uso de veículos de comunicação anglófonos como referência (CNN, BBC, The New York Times, Associated Press e outros), jornalistas e indivíduos de várias partes do mundo são atualmente induzidos ao erro e tomam exônimos em inglês como nomes nativos ou equivalentes em suas próprias línguas. Neste caso, usam não o nome original nem a adaptação natural, mas uma palavra estrangeira em inglês. Um dos casos mais comuns desta influência errônea é o uso de Latvia para designar a Letônia (Latvia é o nome inglês do país, mas não o original letão, que é Latvijas).

## Exônimos bíblicos
Uma das fontes mais populares de exônimos é a Bíblia cristã, na qual foram registrados alguns dos primeiros nomes geográficos em português. Obviamente, os povos bíblicos não falavam português e, por isso, os nomes dos locais a que se referem nas escrituras eram originalmente em idiomas falados no Oriente Médio nos 3 milênios antes de Cristo, como egípcio antigo, sumério, aramaico e fenício.
A cidade de Nazaré, por exemplo, era chamada então de Nāṣəraṯ (algo como Nasâraat).  Em árabe moderno, é chamada de الناصرة (an-Nāṣira ou an-Naseriyye). Já Belém era originalmente Bêṯ léḥem, que quer dizer "casa do pão". O nome pela qual a conhecemos deriva da transcrição em grego antigo Βηθλε'εμ, e desta para o latim Bethlehem (que é a grafia usada em inglês até hoje).
Alguns outros exônimos da Bíblia são: 
- Betsaida - em hebraico tiberiano, Bēthsaidá ("casa da pesca")
- Canaã - em hebraico tiberiano, Kənáʿan; em grego Χανααν ou Khanaan (com KH aspirado)
- Getsêmani - em hebraico tiberiano, Ghetsēmane ("olival")
- Monte Hermon - em hebraico tiberiano, Har Hermon ("montanha sagrada")
- Mar da Galiléia - em hebraico tiberiano, Kinneret (em forma de lira)
- Moabe - em egípcio, Mu'ab
- Rio Jaboque - em árabe, Zarqa ("rio azul")
- Sodoma e Gomorra - em hebraico tiberiano, Sodom e Amorah

## Padronizações oficiais
Atualmente, a maioria dos países tem autoridades institucionais (comissões de toponímia e cartografia) encarregadas de fixar os nomes geográficos do mundo. No entanto, entre os países de língua portuguesa nem sempre há a figura desse órgão oficial. Em Portugal, a função é exercida em boa parte pelo Instituto Geográfico do Exército, que publica o Atlas da Lusofonia e os Repertórios Toponímicos. Em Moçambique, há a Direcção Nacional de Geografia e Cadastro (DINAGECA). No Brasil, o IBGE discute desde 2006 a criação de uma Comissão Nacional de Nomes Geográficos e, por enquanto, é o órgão mais autorizado como referência em toponímia e geonímia, junto com o Itamaraty.
Em 1959, a ONU estabeleceu o Grupo de Especialistas em Nomes Geográficos (UNGEGN) e em 1967 organizou a primeira Conferência sobre Padronização de Nomes Geográficos (United Nations Conference on the Standardization of Geographical Names). O grupo se reúne três vezes a cada quinquênio para formular recomendações para proporcionar uma nomenclatura geográfica única no mundo. Em setembro de 1973 foi realizada em Brasília a I Conferência Regional Sul-Americana sobre Padronização de Nomes Geográficos. O IBGE trabalha atualmente na criação do Banco de Nomes Geográficos do Brasil (BNGB) em parceria com o Instituto Simon Bolívar da Venezuela, o Instituto Nacional de Estadística Geografía e Informática do México e o Instituto Pan-Americano de Geografia e História da OEA para gerar no futuro um "grande banco de topônimos da América Latina".
Nesta tarefa, ao longo das conferências a ONU se viu obrigada a cunhar o termo "exônimo", assumindo que existem exônimos tradicionais, firmamente estabelecidos, em diferentes línguas. Embora os aceite, a entidade recomenda que, para os novos nomes geográficos que estejam sendo criados e para os que sejam criados no futuro – em especial nas mudanças de soberania de diferentes territórios, e por causa do recuo da tradição colonialista no caso dos países que adquirirem independência recente –, não se criem novos exônimos e se usem os topônimos oficiais.
Política parecida é seguida pela União Europeia, que adota formas nos idiomas originais de cada país como método diplomática e politicamente correto. No entanto, como a UE tem 23 idiomas oficiais (incluindo o português) e os exônimos continuam vernáculos, a necessidade de padronizar as traduções levou à criação de um grupo de trabalho de toponímia do Grupo Interinstitucional de Terminologia Portuguesa (GITP). O Código de Redação Interinstitucional do Serviço de Publicações reflete apenas parcialmente os resultados desse trabalho.

## Questões políticas
O uso de exônimos ou endônimos (bem como as respectivas variações de cada um) também envolve questões políticas, como a adesão a uma ideologia, a preferência por uma determinada língua ou etnia, ou a afirmação de identidade nacional contra o que pode ser enxergado como imperialismo cultural. Em alguns casos, governos e países podem tentar endossar o uso universalizado do endônimo em lugar dos exônimos tradicionais, com pedidos oficiais a diplomatas e entidades internacionais: 

### Países
- A Pérsia, como era mundialmente conhecido o país desde a antiguidade, pediu em 1935 que todos os demais governos, instituições e a imprensa do resto do mundo adotassem o endônimo tradicional pelo qual os próprios persas sempre se referiram ao seu Estado-nação: Iran – que, em português, teve a grafia adaptada para Irão (em Portugal e colônias) ou Irã (no Brasil).

- Em 1985, o governo da Costa do Marfim solicitou oficialmente que o nome do país em francês, Côte d'Ivoire, fosse usado em todos os idiomas em lugar das traduções. Atualmente, a ONU, o Comitê Olímpico Internacional e parte da mídia atendem a essa reivindicação.

- O governo da Bielorrússia pede que o endônimo Belarus (pronunciado /bie-la-RÚS/, mas recorrentemente dito errado como /be-LÁ-rus/) seja usado em todas as línguas. Em inglês, o pedido foi bem aceito, mas a maioria das outras línguas européias mantém seus exônimos próprios, como em alemão Weißrußland, dinamarquês Hviderusland, sueco Vitryssland, holandês Wit-Rusland, islandês Hvíta-Rússland, todos traduzidos literalmente como Rússia Branca (que também era o nome histórico usado em português até os anos 1990). O francês mantém o nome Biélorussie.

- Caso idêntico ao bielorrusso é o da Moldávia, que pede para ser chamada de Moldova.

- Em 1989, o regime militar da Birmânia pediu que o nome do país seja grafado da forma que mais se aproxima da pronúncia original. Há controvérsias ainda se, em português, esta forma seria Mianmar, Mianmá ou Mianma. As variantes com Y (Myanmar etc.) são em inglês, não em português.

### Cidades
- A China quer que a cidade de Pequim seja chamada internacionalmente como Beijing.

- A Índia pede que as cidades de Bangalore, Bombaim, Madras e Calcutá passem a ser chamadas pelos nomes locais, respectivamente Bengaluru, Mumbai, Chennai e Kolkatta, alegando razões de identidade cultural; o pedido não foi aceito em larga escala nem por diplomatas nem pela mídia.

- A África do Sul fez o mesmo com as cidades de Pretória (para Tshwane) e Pietersburgo (para Polokwane); o resultado foi idêntico ao do caso anterior.

- O governo da Ucrânia alega que o nome da capital, Kiev, deve ser grafado Kyiv em inglês, porque a transliteração Kiev é na verdade um exônimo do russo.

- Um dos poucos casos bem sucedidos foi o de Istambul, que até meados do século XX ainda era chamada em grande parte do mundo de Constantinopla. Com a Lei do Serviço Postal Turco, de 28 de março de 1930, as autoridades turcas pediram oficialmente às nações estrangeiras que adotassem Istambul como o único nome nos seus idiomas.

### Povos
- Historicamente chamado de araucano, o povo natural do centro-sul do Chile prefere ser chamado de mapuche, nome por e a si mesmos designado desde tempos imemoriais.

- Alguns povos indígenas guarani, espalhados por vários países da América do Sul, se autodenominam mbyá. Existem outras autodenominações, que representam diferentes parcialidades do grupo guarani.

- Os povos originais de Santa Catarina, Brasil, conhecidos por vários nomes, como bugres, botocudos, xokleng, etc., preferem seu nome interno laklanõ.